# Wasserturm Mutterstadt
Der Wasserturm Mutterstadt ist ein 50,65 Meter hoher Wasserturm in Mutterstadt. Er ist ein ortsbildprägendes Gebäude und gilt als Wahrzeichen der Gemeinde.

## Lage
Das Bauwerk befindet sich in der örtlichen Waldstraße.

## Baustil
Beim Wasserturm handelt es sich um einen achtgeschossigen Betonbau mit Flachdach.

## Geschichte
Der Turm wurde 1932 durch die Joseph Hoffmann & Söhne AG für den Zweckverband für Wasserversorgung „Pfälzische Mittelrheingruppe“ erbaut und hat einen quadratischen Querschnitt mit 12,8 Meter Seitenlänge. Sein Wasserbehälter mit einem Fassungsvermögen von 560 Kubikmetern befindet sich in einer Höhe von 6,6 Metern. Der Mutterstädter Wasserturm hat zwei Aussichtsbalkone in 36,7 Metern Höhe und eine Turmuhr an der Fassade.
Im Zuge einer gründlichen Sanierung wurde die Fassade 1989 durch den Industriedesigner Friedrich-Ernst von Garnier mit farbigen geometrischen Motiven neu gestaltet.

## Technische Daten
Gesamthöhe einschließlich Fundamentplatte: 52,65 m
Wasserspiegel des Behälters (141,5 m ü. NHN) 45,60 m
Balkonhöhe: 36,70 m
Seitenlänge des Grundrisses: 12,80 m
Mauerstärke: 25 cm
Speichervolumen: 560 m³
Baukosten: 202.189,35 Reichsmark